# Resolutie 261 Veiligheidsraad Verenigde Naties
Resolutie 261 van de Veiligheidsraad van de Verenigde Naties werd unaniem aangenomen op 10 december 1968. Dat gebeurde op de 1459ste vergadering van de Raad.

## Achtergrond
In 1964 hadden de VN de UNFICYP-vredesmacht op Cyprus gestationeerd na het geweld tussen de twee bevolkingsgroepen op het eiland. Deze was tien jaar later nog steeds aanwezig toen er opnieuw geweld uitbrak nadat Griekenland een staatsgreep probeerde te plegen en Turkije het noorden van het eiland bezette.

## Inhoud
De Veiligheidsraad merkte op dat de Secretaris-Generaal in zijn rapport een vredesmacht nog steeds noodzakelijk vond, en dat de regering van Cyprus de VN-vredesmacht noodzakelijk vond. In recente rapporten werden positieve ontwikkelingen opgemerkt.
De Veiligheidsraad bevestigde resoluties 186, 187, 192, 194, 198, 201, 206, 207, 219, 220, 222 en 231, 244, 247 en 254. Ook werd de consensus bevestigd die was uitgedrukt door de voorzitter van de 1143ste en 1383ste vergadering.
De betrokken partijen werden opgeroepen om terughoudend te handelen, naar de resoluties van de VN-veiligheidsraad. De aanwezigheid van VN-vredestroepen in Cyprus, resolutie 186 (1964), werd verlengd met zes maanden en eindigde nu op 15 juni 1969.

## Verwante resoluties
- Resolutie 266 Veiligheidsraad Verenigde Naties
- Resolutie 274 Veiligheidsraad Verenigde Naties

Lijst ·  245 ·  246 ·  247 ·  248 ·  249 ·  250 ·  251 ·  252 ·  253 ·  254 ·  255 ·  256 ·  257 ·  258 ·  259 ·  260 ·  261 ·  262